# Cervo (araldica)
In araldica il cervo è simbolo di nobiltà antica e generosa oltre che di longevità, a causa della lunghezza della sua vita che si riteneva potesse arrivare ai 300 anni. È considerato anche simbolo di amore per la musica, prudenza, pentimento, preghiera etc.
Si incontra talvolta la figura del cervo con una croce tra le corna, riferimento alla leggende di sant'Uberto e di sant'Eustachio. Negli stemmi è anche frequente il solo ramo di cervo, del quale si blasona il numero di corna quando diverso da sei.
Secondo il Ginanni e il Crollalanza, «per una bizzarria dell'araldica, i cervi smaltati di rosso si blasonano al naturale, essendo questo il colore che più si avvicina a quello di tale animale; mentre, per esempio, la volpe non va per nulla soggetta a questa eccezione»; ma il Volpicella contesta duramente questa "bizzarria" e stabilisce che il cervo rosso sia blasonato di rosso.

Cervo brucante (stemma di Hottwil, Svizzera)
Cervo corrente (Günsberg, Svizzera)
Cervo nascente (Ammerswil, Svizzera)
Cervo passante (Rzepin, Polonia)
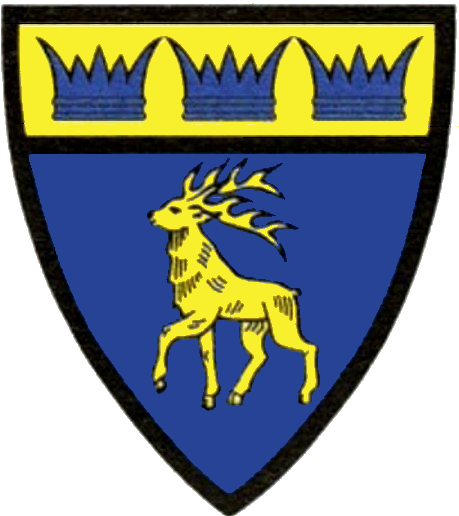
Cervo passante (Margrethausen, Germania)
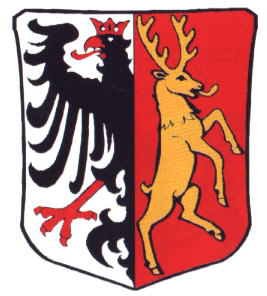
Cervo saliente rivoltato (Hirschberg, Germania)
Cervo saliente (Hirschthal, Svizzera)
Testa recisa di cervo (Jeleśnia, Polonia)
Cervo con croce tra le corna (Hrodna, Bielorussia)
Cervo con croce di Sant'Uberto nello stemma di Saint-Hubert in Belgio
Simbolo del rione Sant'Eustachio a Roma
Cerbiatto d'argento (quartiere di Rehau, Monheim, Germania[6])

## Attributi araldici
- Alato se munito di ali
- Collarinato se munito di un collare
- Coricato
- Slanciato ossia corrente, o fuggente quando corre, di solito in fuga da uno o più cacciatori, è rappresentato con le due zampe posteriori che toccano il suolo e il tronco orizzontale
- Ferito se trafitto da una freccia nel fianco
- Fermo o in riposo (o riposato) quando si appoggia sulle quattro zampe
- Gualdrappato se porta una gualdrappa
- Nascente se esce, con metà corpo, da una partizione o pezza
- Passante in atto di camminare, con la zampa destra anteriore sollevata; per alcuni autori[7] questo attributo non si blasona espressamente, perché è la posizione naturale del cervo in araldica
- Ramoso o cimato se ha le corna di smalto diverso (il solo fatto di avere le corna non si blasona perché naturale); per il cervo non si usa il termine cornato
- Saliente quando è ritto o si arrampica su una figura, cioè rampante (attributo che non si usa per il cervo)